# هی یونگ-جو
هی یونگ-جو (انگلیسی: Jee Yong-ju; ۱۹ دسامبر ۱۹۴۸ – ۲۵ اوت ۱۹۸۵) بوکسور اهل کره جنوبی بود.
از افتخارات وی میتوان به کسب مدال نقره در بازی‌های المپیک تابستانی ۱۹۶۸ اشاره کرد.